# Graukopfelsterchen
Die Graukopfelsterchen (Spermestes griseicapilla, Syn.: Odontospiza griseicapilla, Lonchura griseicapilla), auch Graukopf-Silberschnäbelchen, Grauköpfiges Silberschnäbelchen, Grauköpfiges Elsterchen oder Perlhalsamadine genannt, ist eine Art aus der Familie der Prachtfinken. Sie ist in Ostafrika heimisch. Früher wurde sie zunächst unter dem Namen Odontospiza caniceps als einzige Art in die Gattung Odontospiza gestellt. Bei einer später folgenden Zuordnung zu den Bronzemännchen musste die Artbezeichnung geändert werden, da es in der Gattung Lonchura bereits eine Art gibt, die den Namen Lonchura caniceps trägt: die Graukopfnonne. Das Artepitheton blieb bei abermaligen Änderungen der Zuordnung schließlich zur Gattung der Elsterchen (Spermestes) erhalten.
Die Art ist monotypisch, es werden keine Unterarten unterschieden.

## Erscheinungsbild
Graukopfelsterchen erreichen eine Körperlänge von 12 Zentimeter und wiegen im Mittel 11,5 Gramm. Ihr Gefieder an Kopf, Kehle und Nacken ist silbergrau. An Stirn, Wangen und Kinn zeigt sich die namensgebende weiße Perlzeichnung. Das Gefieder an Rücken, Brust und auf den Flügeldecken ist von einem rötlichen Braun, der Bürzel ist weiß. Kropfgegend, Brust und Körperseiten sind zimtbraun mit einem Stich ins Weinrote. Auf der Bauchseite hellt sich der Braunton in Richtung des Schwanzes auf, so dass die Unterschwanzdecken von cremefarbener Färbung sind, der Schwanz ist schwärzlich. Die Augen sind braun, der Schnabel ist bleifarben.
Die Jungvögel sind matter gefärbt. Bei ihnen ist das Grau des Kopfes bräunlich überhaucht, der Unterkörper ist heller und gelblicher. Die Kopfseiten und die vordere Kehle weisen noch nicht die weiße Perlzeichnung auf, die für die Altvögel charakteristisch ist. Die Rachenzeichnung der Jungvögel ist ähnlich der der Riesenelsterchen.

## Lebensraum
Ihr Lebensraum umfasst in Ostafrika das Gebiet vom südöstlichsten Sudan über den Süden Äthiopiens bis nach Tansania und Kenia. Sie bewohnt dort vor allem Dornbuschsavannen, in denen kleine Bäume und dichtes Gebüsch sowie Wasserstellen in der Nähe vorhanden sein müssen. Sie meidet aride Regionen, in denen die Niederschlagsmenge unter 250 Millimeter liegt. Während der Fortpflanzungszeit ist sie in Höhenlagen zwischen 100 und 1.650 Metern anzutreffen. Außerhalb der Brutzeit nomadisiert sie auch in trockeneren Gebieten und erreicht dann Höhenlagen bis 2.000 Meter über NN.
Die Nahrung der Graukopfelsterchen besteht überwiegend aus Grassamen und den Samen von krautigen Pflanzen. Während der Fortpflanzungszeit nimmt sie auch Insekten und Kerbtiere auf.
Ihr umfangreiches Nest, das sich durch eine lange Einschlupfröhre auszeichnet, baut sie bevorzugt in Dornbüschen. Das Gelege besteht gewöhnlich aus vier bis fünf weißen Eiern. Die Brutzeit beträgt dreizehn bis fünfzehn Tage, wobei beide Elternvögel am Brutgeschäft beteiligt sind.

## Systematik
Das Graukopfelsterchen steht nach heutigem Stand (2022) basal in der Gattung der Elsterchen.

## Haltung
Graukopfelsterchen wurden erstmals in den Jahren 1929 und 1930 in Europa eingeführt. Eine größere Zahl Graukopfelsterchen gelangte erst 1961 in die Schweiz und wurde von dort aus an Halter in verschiedenen europäischen Ländern verkauft. Die Art wird seit etwa 1980 regelmäßig, wenn auch in geringer Zahl eingeführt. Sie ist mittlerweile ein sehr geschätzter Volierenvogel, weil sie eine ausgesprochen friedliebende Art ist, die sich für die Gemeinschaftshaltung eignet. Für eine Käfighaltung ist das Graukopfelsterchen nicht geeignet. Sie neigt hier zu Trägheit.